# Google Finance

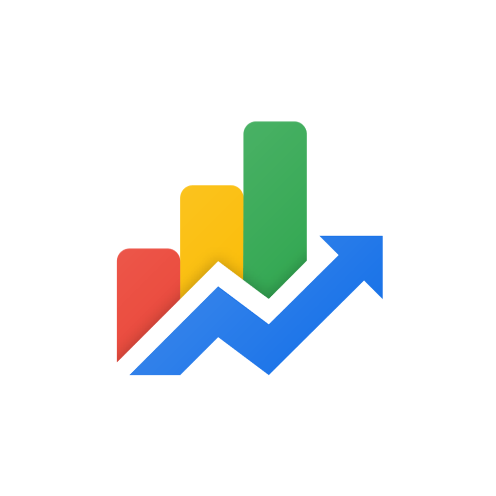
Logo Google Finance

Google Finance jsou webové stránky skupiny Google, které sledují základní rysy finančního trhu a zaznamenávají určité hodnoty pro mnoho společností včetně jejich finančních rozhodnutí a významnějších zpravodajských událostí. Služba byla spuštěna 21. března 2006.
Vylepšená verze byla spuštěna 12. prosince 2006, s novými rysy a novým designem domácí stránky, umožňující uživateli vidět měnové informace, sektorový výkon pro americký trh a seznam denních vrcholů s významnými a důležitými denními novinkami. Aktualizace také uváděla grafy obsahující až 40 let dat pro americké akcie, a bohatší volby portfolia.

## Aktuální stav
K 8. březnu 2008 se jedná stále o beta verzi. Ta je ale dosti propracovaná a nabízí nám spoustu užitečných informací. Veškerá data jsou zveřejňována přibližně s 20 minutovým zpožděním od New York Stock Exchange a od NASDAQ. Stránka je dělena do několika polí s informacemi.

### Úvodní stránka
- Vyhledávací okno
- Historie vyhledávaní/Portfolio
- Zprávy související s vyhledávanými podniky
- Zkrácený přehled trhu
- Největší pohyby
- Dnešní zprávy
- Videozprávy

### Podrobnosti o firmě
- Jméno podniku
- Související firmy
- Diskuze
- Zprávy z blogu
- Finanční výsledky
- Plánované události
- Shrnutí
- Hlavní statistiky
- Další zdroje
- Management